# Hitchenia
Hitchenia es un género de plantas con flores perteneciente a la familia Zingiberaceae. Comprende cinco especies.

## Especies seleccionadas
- Hitchenia careyana
- Hitchenia caulina
- Hitchenia glauca
- Hirchenia musacea
- Hitchenia roscoeana